# Kutché
Albums par Khaled
Hada Raykoum
(1988) Khaled
(1992)
Albums par Safy Boutella
Mejnoun
(1992)
Kutché est un album studio des artistes de raï algériens Khaled et Safy Boutella, enregistré en 1987 à Londres et sorti en 1989. Il s'agit du premier produit diffusé hors d'Algérie pour Khaled. C'est la seule collaboration entre ces deux artistes. Khaled deviendra ensuite l'une des icônes du raï à l'étranger, tandis que Safy Boutella continuera sa carrière de jazzman en Europe.
Kutché sera le précurseur du raï des années 1990, il en établit les règles : puiser dans les standards traditionnels algériens et également maghrébins (notamment des années 1950), tel le titre Kutché, d'origine marocaine ; en y ajoutant des sonorités à connotations jazz, occidentales et orchestrales.
Le titre Kutché (qui a donné son nom à l'album) est la reprise d'une chanson populaire marocaine, nommée originellement Moul el Kutché. Ce nom vient de l'espagnol coche et désigne des calèches utilisées pour le transport des personnes, désormais surtout des touristes, dans des villes comme Marrakech ou Meknès. Les paroles sont très allusives et peuvent être interprétées de différentes manières. La mélodie est la même qu'un autre standard du raï des années 1980, Salou Maana, interpretée notamment par Khaled, Cheb Mami et Cheb Anouar.

## Liste des titres
| 1.    | La Camel   | Cheikha Remitti, Khaled | Safy Boutella         | 5:33 |
| 2.    | Kutché     | Khaled                  | Safy Boutella         | 5:58 |
| 3.    | El Lela    | Khaled                  | Safy Boutella         | 5:01 |
| 4.    | Baroud     | Khaled                  | Safy Boutella         | 3:58 |
| 5.    | Chebba     | Ahmed Zergui, Khaled    | Safy Boutella         | 5:47 |
| 6.    | Hana Hana  | Khaled                  | Safy Boutella         | 5:26 |
| 7.    | Chab Rassi | Khaled                  | Safy Boutella         | 5:26 |
| 8.    | Minuit     | Khaled                  | Khaled, Safy Boutella | 5:50 |
| 42:36 |            |                         |                       |      |

## Clips vidéo
- 1988 : La Camel

## Certifications
| Région | Certification | Ventes/Streams |
| ------ | ------------- | -------------- |
|        |               |                |